# 태양의 제국
《태양의 제국》(영어: Empire of the Sun)은 1987년 공개된 미국의 영화로, J. G. 밸러드의 동명 소설을 원작으로 한다.

## 줄거리
제2차 세계 대전 중 일본의 중국 침략이 진행되는 가운데, 영국 상류층 학교 학생인 제이미 "짐" 그레이엄은 상하이 공공 조계에서 특권적인 삶을 누린다. 진주만 공격 후 일본은 조계 점령을 시작한다. 그레이엄 가족이 도시를 떠날 때, 제이미는 부모와 헤어져 그들이 돌아올 것이라고 생각하며 집으로 돌아간다. 홀로 남겨져 남은 음식을 먹은 후, 그는 다시 도시로 나선다.
배고픈 제이미는 일본군에게 항복하려 하지만 그들은 그를 무시한다. 거리 부랑아에게 쫓기던 그는 두 명의 미국 외국인이자 사기꾼인 배시와 프랭크에게 거둬진다. 배시는 그를 "짐"이라고 불러야 한다고 결정한다. 짐을 팔 수 없게 되자 그들은 그를 거리에 버리려 하지만, 짐은 자신들의 동네로 안내하여 빈집을 약탈하게 해주겠다고 제안한다. 그는 자신의 가족 집에 불이 켜져 있는 것을 보고 부모님이 돌아왔다고 생각하지만, 그 집은 일본군에게 점령되어 있음을 알게 된다. 세 사람은 포로로 잡혀 상하이의 룽화 민간인 집결소로 이송되어 처리된 후 쑤저우의 억류자 수용소로 보내진다.
1945년, 태평양 전쟁과 제2차 세계 대전이 거의 끝날 무렵, 수용소의 공포와 열악한 생활 조건에도 불구하고 짐은 수용소 사령관인 나가타 하사까지 포함하는 무역 네트워크를 구축하여 살아남는다. 수용소의 영국인 의사인 롤린스 박사는 짐에게 아버지 같은 존재이자 스승이 된다. 어느 날 밤 폭격 후, 나가타는 보복으로 포로들의 병동 파괴를 명령하지만 짐이 용서를 빌자 멈춘다. 철조망 너머로 짐은 훈련생 조종사인 일본인 십대와 친구가 된다.
어느 날 아침, 기지는 미국 P-51 머스탱 전투기의 공격을 받는다. 짐은 기뻐하며 근처 탑의 폐허에 올라가 전투를 더 잘 관찰한다. 롤린스 박사는 그를 구하기 위해 탑으로 쫓아 올라가고, 짐은 부모님의 얼굴이 기억나지 않는다고 말하며 울음을 터뜨린다. 공격의 결과로 일본군은 수용소를 대피시킨다. 그들이 떠날 때, 짐의 훈련생 조종사 친구는 가미카제 준비 의식을 거쳐 일본 공격기에 탑승하여 이륙을 시도한다. 엔진이 덜컥거리다 멈추자 훈련생은 절망한다.
수용소 포로들은 황무지를 행진하며 많은 사람들이 피로, 굶주림, 질병으로 사망한다. 난퉁 근처 축구 경기장에 도착하자, 그곳에는 일본군이 상하이 주민들의 많은 소지품을 보관해 놓았다. 짐은 부모님의 패커드 자동차를 알아본다. 그는 동료 포로인 빅터 부인과 그곳에서 밤을 보내는데, 그녀는 곧 사망한다. 그는 수백 마일 떨어진 나가사키 원자폭탄 투하의 섬광을 목격한다.
짐은 쑤저우 수용소로 다시 돌아간다. 도중에 그는 일본의 항복과 전쟁 종식 소식을 듣는다. 그는 이제 환멸에 빠진 일본인 십대 조종사와 재회하는데, 그는 짐을 기억하고 망고를 건네며 그것을 자르기 위해 군토를 뽑는다. 배시가 무장한 미국인들과 함께 나타나 공중 투하되는 적십자 컨테이너를 약탈한다. 미국인 중 한 명이 짐이 위험에 처해 있다고 생각하여 일본인 청년을 쏘아 죽인다. 배시는 짐에게 자신들과 함께 가자고 제안하지만, 짐은 남기로 결정한다.
그는 나중에 미군 병사들에게 발견되어 고아원으로 보내지고, 그곳에서 처음에는 알아보지 못했지만 어머니와 아버지와 재회한다.

## 출연진
- 짐 - 크리스찬 베일
- 바시 - 존 말코비치
- 빅터 부인 - 미란다 리처드슨
- 닥터 로린스 - 나이젤 하버스(Nigel Havers)
- 프랭크 드마리스트 - 조 판톨리아노
- 맥튼 - 레슬리 필립스
- 미스터 록우드 - 로버트 스티븐스
- 프라이스 중위 - 폴 맥간
- 팁트리 - 데이빗 네이도프
- 코엔 - 랄프 세이모어
- 데인티 - 벤 스틸러
- 나가타 중사 - 이부 마사토
- 특공대원 소년 - 카타오카 타카타로
- 일본군 상관 - 가츠 이시마츠
- 일본군 운송병 - 야마다 타카오

## 한국어 더빙 성우진(KBS, 1993년 8월 15일)
- 박영남 - 짐(크리스찬 베일)
- 장광 - 베이시(존 말코비치)
- 최흘
- 주희
- 김정호
- 이정구
- 유해무
- 황정란
- 김준
- 장승길
- 강구한
- 최병상
- 조미란
- 차명화
- 홍시호
- 강수진